# Kriemhilds Rosengarten

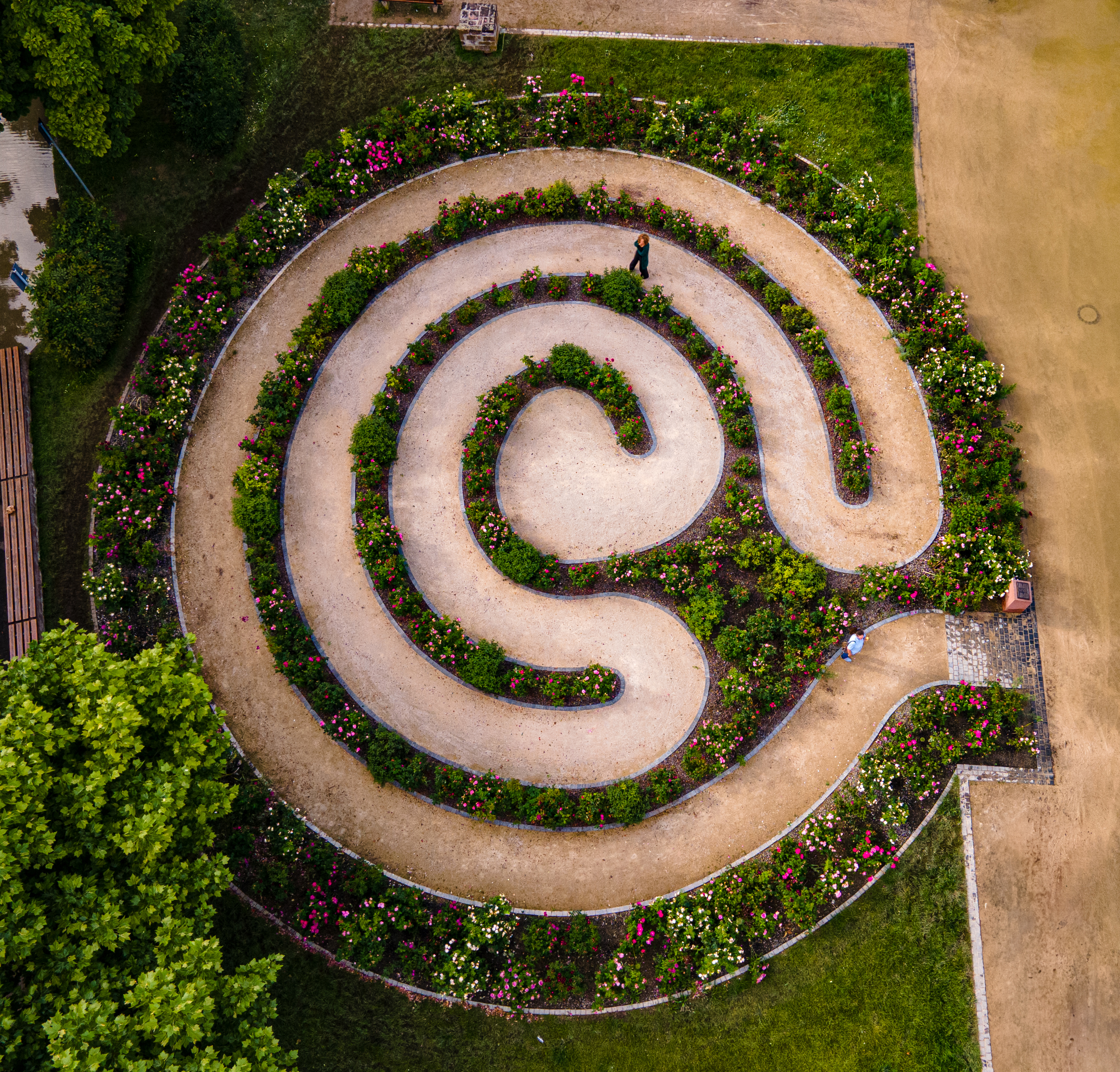
Luftbild des Land-Art-Projekts Kriemhilds Rosengarten des Konzeptkünstlers Eichfelder am Wormser Rheinufer, 2021

Kriemhilds Rosengarten ist ein Land-Art-Projekt des Konzeptkünstlers Eichfelder am Rheinufer in Worms. Es wurde im Jahr 2021 realisiert und nimmt Bezug auf das mittelalterliche Heldenepos Rosengarten zu Worms, das um 1230 entstanden ist. Ziel des Kunstwerks ist es, frühgeschichtliche Kulturstufen und Sagentraditionen Europas erfahrbar zu machen.

## Beschreibung
Das Kunstprojekt besteht aus einem Labyrinth aus Rosenhecken sowie einer Gruppe von drei Linden. Die Rosenhecken erstrecken sich über eine Länge von etwa 150 Metern und erreichen Wuchshöhen zwischen 80 und 150 Zentimetern. Die Linden sind in einem Dreieck angeordnet, sodass sie mit der Zeit eine gemeinsame Krone und einen zusammenwachsenden Stamm ausbilden können. Die Gesamtfläche des Projekts beträgt etwa 1000 Quadratmeter.
Kriemhilds Rosengarten ergänzt das um 1905 errichtete Hagendenkmal, das ursprünglich für einen Rosengarten vorgesehen war.

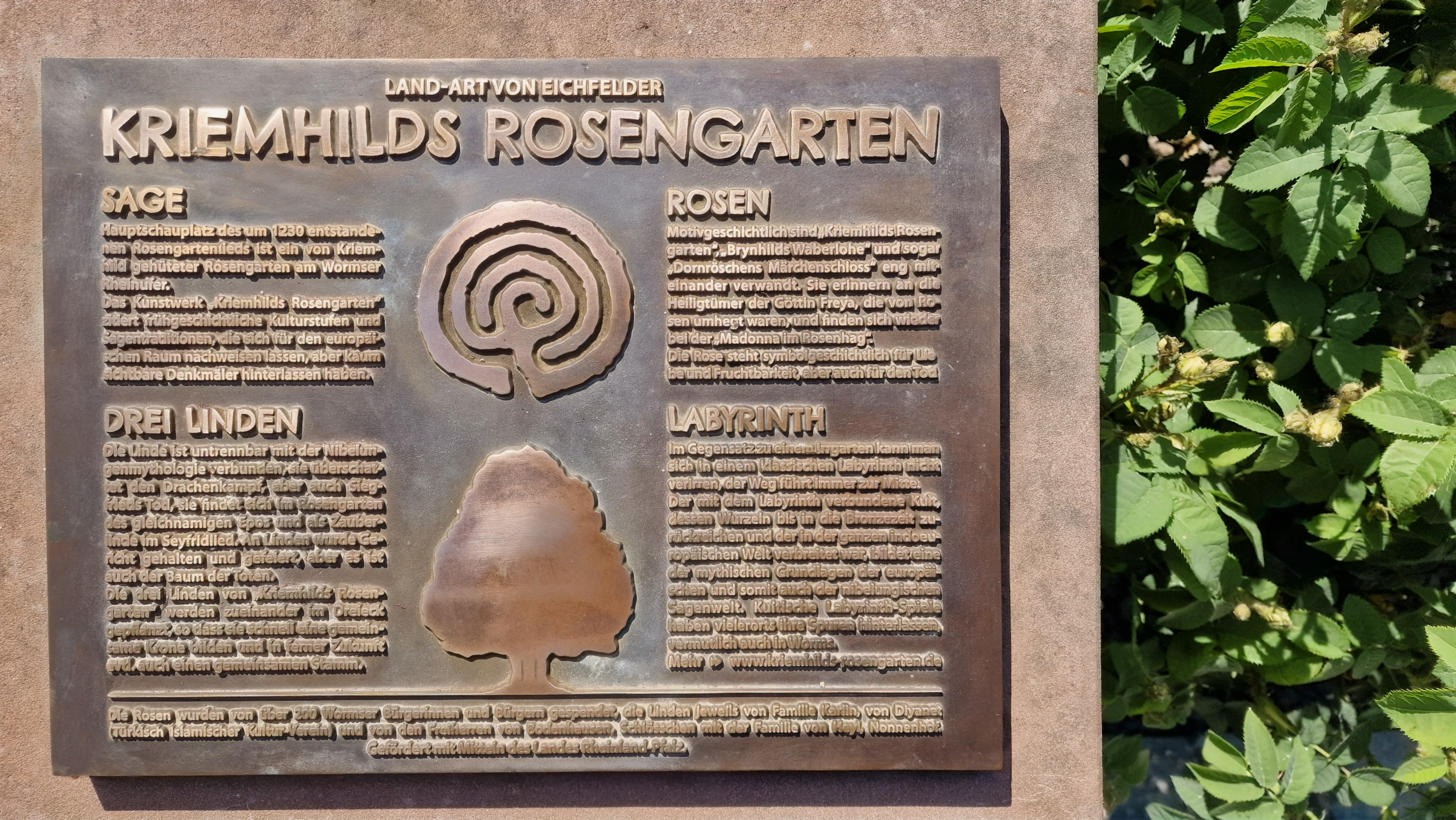
Erläuterungstafel zu Kriemhilds Rosengarten am Wormser Rheinufer

## Konzeption
Eichfelder verknüpft in seinem Kunstprojekt verschiedene mythologische Motive. Nach seiner Auffassung sind die Erzählungen von Kriemhilds Rosengarten, Brynhilds Waberlohe und das Märchen von Dornröschen motivgeschichtlich miteinander verwandt und gehen auf indoeuropäische Mythen zurück. Das Labyrinth-Element des Kunstwerks orientiert sich an historischen Vorbildern, die bis in die Bronzezeit zurückgehen. Die verwendeten Symbole – Rosen, Linden und Labyrinth – sollen die kulturellen Wurzeln und mythologischen Hintergründe dieser Erzählungen verdeutlichen.

## Realisierung
Im Jahr 2019 bewarb sich die Stadt Worms mit dem Konzept für Kriemhilds Rosengarten im Rahmen des Wettbewerbs „Tourismus mit Profil“ des Ministeriums für Wirtschaft, Verkehr, Landwirtschaft und Weinbau Rheinland-Pfalz. Das Projekt erhielt eine Förderung in Höhe von 150.000 Euro zur Umsetzung der künstlerischen Gestaltung.

## Künstlerischer Kontext
Kriemhilds Rosengarten ist Teil einer Werkreihe von Eichfelder, in der sich der Künstler mit der Geschichte, den Mythen und der kulturellen Identität der Stadt auseinandersetzt. Weitere Werke dieser Reihe sind unter anderem:
- Siegfrieds Grab am Torturmplatz
- Thron zu Worms auf dem Weckerlingplatz

Eichfelders Arbeiten zeichnen sich durch die Verbindung historischer Themen mit zeitgenössischen künstlerischen Formen aus. Sie sind als dauerhafte Kunst im öffentlichen Raum konzipiert.